# Kunst im öffentlichen Raum in Diekirch
Kunst im öffentlichen Raum in Diekirch steht im urbanen Freiraum und ist nicht denkmalgeschützt. Hingegen stehen Kunstwerke in öffentlichen Innenräumen u. a. in der Kirche Diekirch, im Hôtel de Ville (Diekirch) und im Lycée classique de Diekirch. Weil in Luxemburg faktisch keine Panoramafreiheit besteht, sind Abbildungen unter freier Lizenz nur teilweise möglich, d. h. sofern das Werk nur als Beiwerk zu sehen ist.

## Denkmal für die luxemburgischen Kriegsopfer 1940–1945(1955)
Auguste Trémont entwarf 1955 das Denkmal für die luxemburgischen Kriegsopfer 1940–1945 (französisch Monument aux Morts 1940–1945). Es stellt einen Menschen in einem Kreuz dar. Die Keramikfigur wurde von Maurice Gensoli geschaffen. Das Denkmal wurde am 16. Oktober 1955 durch Pierre Frieden eingeweiht. Es steht am Südturm der Kirche Diekirch. Anlässlich des Nationalen Gedenktages für die Opfer des Zweiten Weltkriegs werden jeweils um den 10. Oktober herum offiziell Blumenkränze am Denkmal niedergelegt.

## Monument Paul Eyschen(1961)
Charles Kohl und Edmond Lux schufen 1961 ein Denkmal zu Ehren des Diekircher Politikers Paul Eyschen (französisch Monument Paul Eyschen). Kohl schuf das bronzene Hochrelief (Eyschens Büste), Lux die umfassende Skulptur aus kubischen Blöcken Ernzernen Sandsteins. Auf dem Denkmal steht geschrieben: Paul Eyschen, Ministre d'Etat 1885-1915, né à Diekirch le 9. 9. 1841. Das Denkmal wurde am 9. September 1961 anlässlich Eyschens 120. Geburtstag unter Beisein des Erbgroßherzogs Jean  im Stadtpark Diekirch (Standort) eingeweiht.

## Eselsbrunnen(1980)
Bonifatius Stirnberg schuf 1980 den bronzenen Eselsbrunnen (luxemburgisch Ieselsbuer, Geldieselbur) zu Ehren des Diekircher Wahrzeichens. Ein beladener Esel steht auf einem Fass, darunter stehen drei Esel im Kreis, einer mit beweglichen Gelenken (Stirnberg ist bekannt für seine beweglichen Figuren). Aus dem Fass fließt Wasser aus kleinen Eselsköpfen. Der Brunnen steht im Stadtkern an der Kreuzung zur Antoniusstrooss in der Fußgängerzone (Standort). Er gilt als eines der Wahrzeichen Diekirchs. Bei besonderen Anlässen spendet der Brunnen Bier statt Wasser. Stirnbergs Eselsbrunnen ist das bekannteste Kunstwerk mit Eselsmotiv in Diekirch; er inspirierte weitere Eselskulpturen.

## Monument des évadés(1981)
Wenzel Profant schuf 1981 ein Denkmal für die luxemburger Flüchtlinge des Zweiten Weltkriegs (luxemburgisch Mémorial zu Éiere vun de Flüchtlinge vum 2. Weltkrich, französisch Monument des évadés). Die weiße Stele besteht aus zwei gekrümmten, vereinten Basaltkörpern, die zu fliehen und zu schweben scheinen; sie sollen die Erinnerung an die Flüchtlinge materialisieren. Das Denkmal befindet sich im Stadtpark nahe dem Sauerufer (Standort).

## Kreuzweg der luxemburger Zwangsrekrutierten 1942-45(1981)
Pierre Bergem gestaltete die Tafeln des 1981 errichteten Kreuzwegs der luxemburgischen Zwangsrekrutierten 1942-45 (luxemburgisch Kräizwee vun de Lëtzebuerger Zwangsrekrutéierten 1942-45, französisch Calvaire des enrôlés de force). Der Kreuzweg befindet sich im Stadtpark gegenüber dem Lorentzwues am rechten Sauerufer (Standort). Der Kreuzweg besteht aus den folgenden 14 Stationen: 1) Die Invasion; 2) Einführung der Wehrpflicht; 3) Der Generalstreik und der Kriegsrat; 4) Der obligatorische Arbeitsdienst; 5) Leben in der Kaserne unter Schikanen; 6) Zwangsarbeit in der Kriegsindustrie; 7) Auf dem Weg zur Front; 8) An der Front; 9) Die Verweigerung; 10) Die Desertion; 11) Vor dem Kriegsrat; 12) In Gefangenschaft; 13) Die Kriegsinvaliden; 14) Medaille der Nationalen Anerkennung.

## Convergence(1990)
Bertrand Ney war Initiator des Symposiums Convergence (1990), an welchem er eine Skulptur aus indischem Granit schuf. Ney ließ einen Teil der Seitenwände des Steins im Rohzustand und arbeitete mit Hammer und Meißel einen Block aus der Außenhaut heraus. Die Skulptur wurde 2006 an ihren aktuellen Standort am Sauerufer im Stadtpark versetzt (Standort). Das von der CSV geförderte Symposium, an dem auch Wilewski und Cogliatti teilgenommen hatten, wurde von politischen Gegnern wegen der Ausgaben kritisiert.

## Hypnos sovieticus(1990)
Jacek Wilewski schuf am Symposium Convergence (1990) die Skulptur Hypnos sovieticus („sowjetischer Schlaf“) im Stadtpark. Mit blauem Granit aus Lüttich schuf er eine Stele, deren oberer Block durch eine Gummimatte und Eisenstangen vom unteren Block getrennt ist. Wilewski wollte symbolisieren, wie der denkfähige Kopf vom Körper getrennt und Gefühlsnerven durchschnitten sind, als Warnung vor der Sowjetisierung. Die Skulptur wurde 2006 an ihren aktuellen Standort am Sauerufer versetzt (Standort).

## umarmend-embrassant(1990)
Maria Bettina Cogliatti schuf am Symposium Convergence (1990) die Skulptur Umarmend-embrassant aus Rümelinger Kalk- bzw. Sandstein. Cogliatti arbeitete mit Hammer und Meißel, ihr Stein sollte „mit dem Licht hier und der örtlichen Umgebung leben“. Die Skulptur ist etwa 2 Meter hoch und 1 Meter breit und befindet sich auf dem Lorentzwues am Südende des Stadtparks, zwischen der Route nationale 7 und der Sauer (Standort).

## Stirnberg-Skulptur am Bahnhof (2000)
Bonifatius Stirnberg schuf im Jahr 2000 eine Bronze-Skulpturengruppe für den Vorplatz des Bahnhofs Diekirch (Standort). Das Werk besteht aus zwei großen und einer kleinen Figurengruppe, die um eine antike Eisenbahn (zwei Waggons hinter einer  Lokomotive) herumstehen: Drei Schulkinder (erkennbar an den Schulranzen; ein Mädchen und zwei Jungen) stehen im Kreis; frei erwachsene Reisende (eine Frau mit Tasche, ein Velofahrer und ein Mann mit Rucksack) stehen im Kreis; die kleine Gruppe, bestehend aus einer Frau mit Kind auf dem Arm sowie zwei Herren mit Hüten, steht nahe bei der Eisenbahn.
Wie bei vielen von Stirnbergs Werken weisen die Figuren der beiden großen Gruppen bewegliche Elemente auf: Schulter-, Hals-, Ellenbogen- und Handgelenke.

## Quercus Di(2015)
Gérard Claude schuf 2015 die 7 Meter hohe Holzskulptur Quercus Di für den Vorplatz des Hôtel de Ville. Quercus steht für den wissenschaftlichen Namen des Materials: Eichenholz; Di steht für die zwei Teile der Skulptur. Ihre dunkle Farbe erhielt die Skulptur durch die Behandlung mit Eisensulfat. Mit ihren glatten und rauen Seiten symbolisiere die Skulptur den Dialog zwischen Natur und Kultur. Sie steht neben dem Hôtel de Ville an der Avenue de la Gare (Route nationale 7) (Standort). Eingeweiht wurde sie am 16. Oktober 2015.

## Sex on the street(2019)
Der aus dem Irak geflüchtete Hayder Saddam schuf 2019 die Holzskulptur Sex on the street. Sie steht im Stadtpark im Bereich Al Schwemm. Das Werk stellt zwei überdimensionale, ineinander verkeilte, beschädigte Stühle dar, welche eine vom Leben und vom Krieg gezeichnete Verbindung von Frau und Mann darstellen.

## Skulptur von Frantz Kinnen
Eine metallene Skulptur von Frantz Kinnen steht in der Mitte des Haupthofs des Lycée classique de Diekirch, an der Avenue de la Gare 32 (Standort). Die etwa 3 Meter hohe Skulptur ist bekannt dafür, dass sie von der Schülerschaft regelmäßig „bearbeitet“ (bemalt) wird.